# Verzetskruis
Het Verzetskruis 1940-1945 is een Nederlandse onderscheiding die bedoeld is voor personen die zich tijdens de Tweede Wereldoorlog bezighielden met verzet tegen de Duitse of Japanse bezetter.
Het Verzetskruis is op 3 mei 1946 bij Koninklijk Besluit ingesteld, "ter erkenning van bijzondere moed en beleid aan den dag gelegd bij het Verzet tegen de Vijanden van de Nederlandse zaak en voor behoud van de geestelijke vrijheid". De onderscheiding werd 95 keer verleend (waarvan 93 keer postuum), meestal aan Nederlanders, maar ook aan enkele Belgen en Fransen. De enige die het Verzetskruis bij leven ontving was Gerard Tieman. Eenmaal werd de onderscheiding verleend aan een (nooit gebouwd) monument.

## Geschiedenis van het Verzetskruis
De meeste Nederlandse verzetsstrijders waren in 1945 wars van onderscheidingen. In brede kring meende men dat men zich niet uit ijdelheid had ingezet en dat het, omdat verzet tijdens de oorlog levensgevaarlijk was geweest, ondoenlijk of onwenselijk was om tussen verzetsstrijders onderling verschil te maken. Desondanks werd een groot aantal Nederlanders gedecoreerd met de Britse King's Medal for Courage in the Cause of Freedom, het George Cross en de Amerikaanse Medal of Freedom, voor hun bijdrage aan de overwinning of voor daden als het verbergen van bemanningsleden van boven Nederland neergeschoten geallieerde vliegtuigen.
Na de oorlog bestond het idee dat het verzet een rol zou moeten spelen in het Nederlandse bestuur. Koningin Wilhelmina sprak over de verzetsstrijders als "de nieuwe adel" - de oude elite had in haar optiek afgedaan. De vraag rees of naast al bestaande Nederlandse militaire onderscheidingen (zoals de Militaire Willems-Orde en de Bronzen Leeuw) ook een civiele onderscheiding voor verzetsstrijders moest worden ingesteld. De regering vroeg advies aan een commissie, de Raad voor Onderscheiding en Eerbetoon, die op haar beurt weer advies inwon bij de Groote Advies-Commissie der Illegaliteit en de Binnenlandse Strijdkrachten. Ondertussen werd op 28 november 1945 al aan de Rijksmunt de opdracht gegeven een nieuwe onderscheiding te laten ontwerpen.
De vraag van de regering werd door een bepaalde stroming (o.a. de LO-LKP) binnen het verzet negatief, maar door de Binnenlandse Strijdkrachten positief beantwoord. De regering was, evenals Koningin Wilhelmina, voorstander van een civiele verzetsonderscheiding en besloot tot een compromis: het Verzetskruis zou alleen postuum worden verleend. Desondanks zou de onderscheiding in 1946 nog bij zijn leven worden toegekend aan Gerard Tieman. Latere voordrachten om het Verzetskruis aan een nog levende persoon te verlenen werden afgewezen.
Omdat het Verzetskruis werd geacht in belang direct te volgen op de Militaire Willems-Orde, werden voor de verlening zeer hoge maatstaven gesteld. De daarbij gevolgde procedures en gemaakte afwegingen zijn echter nooit bekend geworden.
Op 7 mei 1946 (ook de datum van de terechtstelling van NSB'er Anton Mussert) werden de eerste Verzetskruisen (postuum) aan 50 Nederlanders verleend. De uitreiking aan hun familieleden vond twee dagen later plaats in het Paleis op de Dam in Amsterdam. Op 24 oktober 1946 volgden de eerste (eveneens postume) onderscheidingen aan Belgische en Franse verzetsstrijders. Het laatste Verzetskruis werd in 1955 toegekend aan Bernard IJzerdraat. In alle gevallen ging de onderscheiding vergezeld van een persoonlijke brief van Koningin Wilhelmina (vanaf 1948: Prinses Wilhelmina).

## De onbekende Joodse Soldaat
Op voordracht van de Nederlandse Ambassadeur in de Verenigde Staten, Mr. Eelco Nicolaas van Kleffens, werd op 17 oktober 1947 een Verzetskruis toegekend aan de "onbekende Joodse Soldaat die in het Getto van Warschau zijn leven gaf voor de vrijheid van alle volkeren". De onderscheiding, die om politieke redenen niet in Warschau werd uitgereikt, werd door Van Kleffens, zelf lid van het comité van aanbeveling, bepleit om publiciteit te verkrijgen voor een in New York te bouwen monument voor de heldhaftige maar hopeloze opstand in het Getto tegen de Duitse bezetter in april en mei 1943. Het monument voor de opstandelingen in het Getto en de 6 miljoen in Europa omgekomen joden werd nooit gebouwd, maar er kwam wel een gedenksteen aan de oever van de Hudson.

## Het uiterlijk van het Verzetskruis
Het Verzetskruis is een Latijns kruis van brons dat gedekt wordt door een koningskroon. Op het kruis is Sint Joris afgebeeld die een vuurspuwende draak aan zijn speer rijgt. Op de armen zijn de woorden “TROUW TOT IN DEN DOOD” te lezen. De achterzijde vertoont een vlammend zwaard met twee gebroken ketenen. Het ontwerp is van de hand van de Delftse hoogleraar L.O. Wenckebach. Bij postume toekenningen werd een kruis met de afmetingen 80,2 bij 35 mm uitgereikt. Gerard Tieman, de enige die de onderscheiding bij leven ontving, kreeg een exemplaar van 60 bij 36 mm. Het Verzetskruis werd als onhandig groot en zwaar ervaren.
Het bij het Verzetskruis horende lint is purperrood met twee oranje biezen.

## Toegekende Verzetskruisen
Het Verzetskruis werd verleend aan:
| Naam | | Geboren - overleden                                                                                           | KB     | Datum             |
| --- | --- | --- | ------ | ----------------- |
| Herman Jan van Aalderen                                                                                       | chef seinwezen NS                                                                                             | Zwolle, 4 oktober 1886 Bergen-Belsen, 31 mei 1945                                                             | Nr. 17 | 7 mei 1946        |
| Pieter van As                                                                                                 | haltewachter NS                                                                                               | Rotterdam, 25 januari 1899 Leusden, 29 december 1942                                                          | Nr. 17 | 7 mei 1946        |
| Markus Assies                                                                                                 | ambtenaar | Ooststellingwerf, 26 januari 1919 Overveen, 6 juni 1944                                                       | Nr. 14 | 16 december 1952  |
| Jan Jozua Barendsen                                                                                           | militair | Amsterdam, 11 september 1882 Apeldoorn, 2 oktober 1944                                                        | Nr. 58 | 25 juli 1952      |
| Jacobus Andreas Beekman                                                                                       | ingenieur | Delft, 17 augustus 1912 Dordrecht, 8 juni 1945                                                                | Nr. 14 | 16 december 1952  |
| Hendrikus Dirk Jan Beernink                                                                                   | | Lichtenvoorde, 3 februari 1910 Zwolle, 8 februari 1945                                                        | Nr. 58 | 25 juli 1952      |
| Laurens Rijnhart Beijnen                                                                                      | zeefplatenfabrikant                                                                                           | Brummen, 23 september 1896 Brummen, 13 april 1945                                                             | Nr. 10 | 22 december 1952  |
| Cornelia Johanna van den Berg-van der Vlis                                                                    | | Den Haag, 28 oktober 1892 Vries, 8 september 1944                                                             | Nr. 58 | 25 juli 1952      |
| Ludovicus Adrianus Bleys                                                                                      | priester | Tilburg, 17 oktober 1906 Gorinchem, 17 augustus 1945                                                          | Nr. 17 | 7 mei 1946        |
| Gerrit de Boer                                                                                                | schoenhandelaar                                                                                               | Meppel, 26 juli 1923 Meppel, 24 december 1944                                                                 | Nr. 14 | 16 december 1952  |
| Arend Andries Bontekoe                                                                                        | kapitein KNIL                                                                                                 | Naarden, 13 oktober 1895 Sachsenhausen, 13 januari 1945                                                       | Nr. 14 | 16 december 1952  |
| Edzard Jacob Bosch van Rosenthal                                                                              | watergraaf | Dordrecht, 27 mei 1892 Almen, 2 april 1945                                                                    | Nr. 58 | 25 juli 1952      |
| Dirk Arie van den Bosch                                                                                       | predikant vicevoorzitter NCRV                                                                                 | Hazerswoude, 23 oktober 1884 Leusden, 20 maart 1942                                                           | Nr. 17 | 7 mei 1946        |
| Iman Jacob van den Bosch                                                                                      | afdelingschef Philips                                                                                         | Groningen, 30 mei 1891 Westerbork, 28 oktober 1944                                                            | Nr. 17 | 7 mei 1946        |
| Jan Harm Bosch                                                                                                | belastinginspecteur                                                                                           | Nijkerk, 21 juni 1900 Enschede, 1 april 1945                                                                  | Nr. 17 | 7 mei 1946        |
| Jacob Carel Julius Baron Brantsen                                                                             | functionaris Nederlandse Rode Kruis Parijs                                                                    | Angerlo, 24 oktober 1877 Buchenwald, 9 december 1944                                                          | Nr. 5  | 20 mei 1950       |
| Arthur Lucien Charroin                                                                                        | inspecteur bij de Franse Sûreté Nationale                                                                     | Saint-Martin-de-Valgalgues, 16 juni 1906 Bergen-Belsen, februari 1945                                         | Nr. 5  | 20 mei 1950       |
| Fritz Gerhard Marie Conijn                                                                                    | student gymnasium                                                                                             | Alkmaar, 27 juni 1923 Vught, 5 september 1944                                                                 | Nr. 58 | 25 juli 1952      |
| Marius Crans                                                                                                  | indoloog | Zwolle, 1 oktober 1917 Batavia, 23 november 1945                                                              | Nr. 17 | 7 mei 1946        |
| Roelof Jan Dam                                                                                                | rector gymnasium                                                                                              | Barneveld, 18 november 1896 Assen, 10 april 1945                                                              | Nr. 17 | 7 mei 1946        |
| Freerk Datema                                                                                                 | bankbediende                                                                                                  | Oosterhesselen, 30 april 1922 Assen, 30 december 1944                                                         | Nr. 58 | 25 juli 1952      |
| Karel Hendrik Derkzen van Angeren                                                                             | procuratiehouder                                                                                              | Hof van Delft, 2 februari 1903 Keulen, 25 november 1943                                                       | Nr. 1  | 22 oktober 1946   |
| Hendrik Dienske                                                                                               | | Schiedam, 30 juni 1907 Helmstedt, 16 februari 1945                                                            | Nr. 17 | 7 mei 1946        |
| Jan Louis Guillaume Doornik                                                                                   | officier bij het Franse Legioen                                                                               | Parijs, 26 juni 1905 Parijs, 29 augustus 1941                                                                 | Nr. 5  | 20 mei 1950       |
| Vital Dreyfus                                                                                                 | arts | Besançon, 2 oktober 1901 ergens in de Pyreneeën, december 1942                                                | Nr. 5  | 20 mei 1950       |
| Nicolas Dupont                                                                                                | gendarme | Kerling, 27 juli 1900 Lübeck, 3 mei 1945                                                                      | Nr. 5  | 20 mei 1950       |
| Franciscus Duwaer                                                                                             | directeur drukkerij                                                                                           | Amsterdam, 1 januari 1911 Overveen, 10 juni 1944                                                              | Nr. 17 | 7 mei 1946        |
| Samuel Esmeijer                                                                                               | volontair/klerk gemeentepolitie                                                                               | Driebergen, 20 december 1920 Apeldoorn, 29 november 1944                                                      | Nr. 14 | 16 december 1952  |
| Gustaaf Henri Gelder                                                                                          | student | Batavia, 8 juli 1919 Den Haag, 21 januari 1945                                                                | Nr. 17 | 7 mei 1946        |
| Joan Gelderman                                                                                                | advocaat/procureur                                                                                            | Oldenzaal, 18 november 1918 Vught, 4 september 1944                                                           | Nr. 58 | 25 juli 1952      |
| Willem Johannes Gertenbach                                                                                    | drukker/uitgever                                                                                              | Zandvoort, 14 maart 1904 Soesterberg, 5 februari 1943                                                         | Nr. 17 | 7 mei 1946        |
| Etienne Albert Giran                                                                                          | priester | Vauvert, 17 augustus 1871 Buchenwald, 13 september 1944                                                       | Nr. 5  | 20 mei 1950       |
| Olivier Giran                                                                                                 | student | Sèvres, 14 september 1920 Angers, 16 april 1943                                                               | Nr. 5  | 20 mei 1950       |
| Cornelis Hendrik de Groot                                                                                     | ambtenaar EZ                                                                                                  | Den Haag, 13 oktober 1913 Amsterdam, 8 maart 1945                                                             | Nr. 17 | 7 mei 1946        |
| Paul Gustave Sidonie Guermonprez                                                                              | directeur Alg. Secretariaat van de Nederlandsche Unie                                                         | Gent, 28 december 1908 Overveen, 10 juni 1944                                                                 | Nr. 17 | 7 mei 1946        |
| Albertus Hahn                                                                                                 | pianofabrikant                                                                                                | Groningen, 12 mei 1885 Neuengamme, 17 februari 1945                                                           | Nr. 14 | 16 december 1952  |
| Walraven van Hall                                                                                             | bankier | Amsterdam, 10 februari 1906 Haarlem, 12 februari 1945                                                         | Nr. 17 | 7 mei 1946        |
| Johan Coenraad Heriold Folmer van Hanxleden Houwert                                                           | koopman | Medemblik, 8 april 1906 Limmen-Uitgeest, 7 januari 1945                                                       | Nr. 10 | 22 december 1951  |
| Theodore Willem Lodewijk baron van Heemstra                                                                   | hoofdingenieur seinwezen NS                                                                                   | Sassenheim, 27 maart 1883 Zutphen, 31 maart 1945                                                              | Nr. 17 | 7 mei 1946        |
| Johannes Jacobus Hendrikx                                                                                     | onderwijzer ULO                                                                                               | Venlo, 2 februari 1917 tijdens transport van Sachsenhausen naar Neuengamme, februari 1945                     | Nr. 17 | 7 mei 1946        |
| Johannes Louis Hesselberg                                                                                     | student TH Delft                                                                                              | Madioen, 22 augustus 1919 Vught, 30 augustus 1944                                                             | Nr. 17 | 7 mei 1946        |
| Wolter Jacobus Heukels                                                                                        | opzichter PTT                                                                                                 | Deventer, 23 juni 1892 Utrecht, 22 januari 1945                                                               | Nr. 17 | 7 mei 1946        |
| Izaak van der Horst                                                                                           | notarisklerk                                                                                                  | Aarlanderveen, 4 maart 1909 Vught, 4 september 1944                                                           | Nr. 17 | 7 mei 1946        |
| Johannes ter Horst                                                                                            | bakker | Enschede, 1 april 1913 Usselo, 23 september 1944                                                              | Nr. 58 | 25 juli 1952      |
| Hendrik Pieter Hos                                                                                            | medisch analist                                                                                               | Haarlem, 1 december 1906 Scheveningen, 11 mei 1944                                                            | Nr. 17 | 7 mei 1946        |
| Jozef Felix Henri Marie baron van Hövell van Wezeveld en Westerflier                                          | student rechten                                                                                               | Maastricht, 12 januari 1919 Neuengamme, 5 januari 1945                                                        | Nr. 17 | 7 mei 1946        |
| Bernardus IJzerdraat                                                                                          | leraar/gobelinrestaurateur                                                                                    | Haarlem, 13 oktober 1891 Scheveningen, 13 maart 1941                                                          | Nr. 14 | 13 september 1955 |
| Louis Jansen                                                                                                  | vertegenwoordiger                                                                                             | Amsterdam, 28 maart 1900 Scheveningen, 9 oktober 1943                                                         | Nr. 17 | 7 mei 1946        |
| Andries Kalter                                                                                                | groothandelaar in groenten en aardappelen                                                                     | Rotterdam, 11 november 1904 Zwolle, 21 maart 1945                                                             | Nr. 4  | 7 december 1951   |
| Gerrit Willem Kastein                                                                                         | neuroloog | Zutphen, 25 juni 1910 Den Haag, 19 februari 1943                                                              | Nr. 17 | 7 mei 1946        |
| Albert Keuter                                                                                                 | doopsgezind predikant                                                                                         | Blokzijl, 7 januari 1892 Bergen-Belsen, 10 maart 1945                                                         | Nr. 17 | 7 mei 1946        |
| Taeke Johan Kroeze                                                                                            | student | Ermelo, 13 april 1920 Apeldoorn, 2 december 1944                                                              | Nr. 58 | 25 juli 1952      |
| Dirk Mara Rijk Hendrik Kroon                                                                                  | elektrotechnicus                                                                                              | Den Haag, 27 mei 1909 Limmen-Uitgeest, 7 januari 1945                                                         | Nr. 10 | 22 december 1951  |
| Helena Theodora Kuipers-Rietberg                                                                              | hoofdbestuurslid BGV                                                                                          | Winterswijk, 26 mei 1893 Ravensbrück, 27 december 1944                                                        | Nr. 17 | 7 mei 1946        |
| Arthur Meerwaldt                                                                                              | advocaat/procureur                                                                                            | Amsterdam, 23 oktober 1918 Escherhausen, 8 januari 1945                                                       | Nr. 17 | 7 mei 1946        |
| Johannes Antonius Alphonsus Mekel                                                                             | hoogleraar TH Delft                                                                                           | Bedum, 22 december 1891 Sachsenhausen, 2 mei 1942                                                             | Nr. 17 | 7 mei 1946        |
| Job Daniël van Melle                                                                                          | boekhouder | Goes, 26 mei 1897 Amsterdam, 14 april 1945                                                                    | Nr. 10 | 22 december 1951  |
| Denis Claire Baudouin Mesritz                                                                                 | advocaat | Den Haag, 16 november 1919 Rathenau, 16 maart 1945                                                            | Nr. 17 | 7 mei 1946        |
| Marie-Louise Clémentine Meunier                                                                               | winkelierster                                                                                                 | Genas, 15 februari 1890 Ravensbrück, 25 januari 1945                                                          | Nr. 5  | 20 mei 1950       |
| Josephus Julius Mohr                                                                                          | directeur KLM Parijs                                                                                          | Haarlem, 1 februari 1893 Buchenwald, 5 februari 1945                                                          | Nr. 5  | 20 mei 1950       |
| Jan Leo Moonen                                                                                                | priester, secretaris van de Bisschop van Roermond                                                             | Heerlen, 31 augustus 1895 Bergen-Belsen, 2 april 1945                                                         | Nr. 17 | 7 mei 1946        |
| Adriaan Cornelis Nagtegaal                                                                                    | timmerman | Mijdrecht, 22 juli 1912 Apeldoorn, 10 januari 1945                                                            | Nr. 14 | 22 december 1952  |
| Frederik Nieuwenhuijsen                                                                                       | assuradeur | Amsterdam, 3 oktober 1905 Haarlem-Noord, 12 februari 1945                                                     | Nr. 17 | 7 mei 1946        |
| Bob Oosthoek                                                                                                  | acteur/docent                                                                                                 | Rotterdam, 25 juni 1912 bij Hengelo, 12 oktober 1944                                                          | Nr. 17 | 7 mei 1946        |
| Jacobus Oranje                                                                                                | hoogleraar VU Amsterdam                                                                                       | Berkel en Rodenrijs, 27 juli 1898 Amsterdam, 6 april 1946                                                     | Nr. 17 | 7 mei 1946        |
| Tjeert Pannekoek                                                                                              | hoofdbestuurder NCAB politicus                                                                                | Kloosterburen, 1 december 1886 Mauthausen, 18 december 1944                                                   | Nr. ?  | ?                 |
| Johannes Post                                                                                                 | landbouwer | Hollandscheveld, 4 oktober 1906 Overveen, 16 juli 1944                                                        | Nr. 17 | 7 mei 1946        |
| Albert Jan Rozeman                                                                                            | ambtenaar gemeente Hoogeveen                                                                                  | Zaandijk, 29 maart 1914 Overveen, 6 juni 1944                                                                 | Nr. 58 | 25 juli 1952      |
| Victor Henri Rutgers                                                                                          | hoogleraar VU Amsterdam ARP-politicus                                                                         | Den Bosch, 16 december 1877 Bochum, 5 februari 1945                                                           | Nr. 17 | 7 mei 1946        |
| Frits Rudolf Ruys                                                                                             | student economie                                                                                              | Rotterdam, 23 december 1917 Rotterdam, 3 november 1944                                                        | Nr. 14 | 22 december 1952  |
| Willem Santema                                                                                                | winkelier | Scharnegoutum, 2 maart 1902 Vught, 10 augustus 1944                                                           | Nr. 17 | 7 mei 1946        |
| Jannetje Johanna Schaft                                                                                       | studente rechten UvA                                                                                          | Haarlem, 16 september 1920 Bloemendaal, 17 april 1945                                                         | Nr. 17 | 7 mei 1946        |
| Jhr Johan Schimmelpenninck                                                                                    | directeur wijnhandel                                                                                          | Rhenen, 30 september 1887 Leusden, 29 juli 1943                                                               | Nr. 14 | 16 december 1952  |
| Richard Leonard Arnold Schoemaker                                                                             | hoogleraar TH Delft                                                                                           | Roermond, 5 oktober 1886 Sachsenhausen, 3 mei 1942                                                            | Nr. 17 | 7 mei 1946        |
| Geert Schoonman                                                                                               | militair | Wormerveer, 31 augustus 1917 vliegveld Twente, 13 oktober 1944                                                | Nr. 58 | 25 juli 1952      |
| Willem Pieter Speelman                                                                                        | student VU Amsterdam                                                                                          | Vlagtwedde, 20 januari 1919 Halfweg, 19 februari 1945                                                         | Nr. 17 | 7 mei 1946        |
| Marinus van der Stoep                                                                                         | bedrijfsleider                                                                                                | Beesd, 27 september 1917 Rotterdam, 9 april 1945                                                              | Nr. 14 | 16 december 1952  |
| Benjamin Marius Telders                                                                                       | hoogleraar RU Leiden                                                                                          | Den Haag, 19 maart 1903 Bergen-Belsen, 6 april 1945                                                           | Nr. 17 | 7 mei 1946        |
| Antonius Otto Hermannus Tellegen                                                                              | directeur GGD Zeist                                                                                           | Zwolle, 25 mei 1907 Overveen, 23 oktober 1943                                                                 | Nr. 10 | 22 december 1951  |
| Oltman Reinder Thomsen                                                                                        | assistent-opzichter NS                                                                                        | Leeuwarden, 5 november 1910 Heveskes, 28 april 1945                                                           | Nr. 17 | 7 mei 1946        |
| Gerard Tieman (als enige Nederlander niet-postuum)                                                            | student analistenschool                                                                                       | Amsterdam, 1 maart 1926 Zeist, 6 februari 2023                                                                | Nr. 5  | 9 juli 1946       |
| Titus Willem de Tourton Bruijns                                                                               | inspecteur der Domeinen                                                                                       | Teteringen, 14 mei 1898 Buchenwald, 6 april 1943                                                              | Nr. 17 | 7 mei 1946        |
| Leendert Marinus Valstar                                                                                      | tuinder | Naaldwijk, 10 augustus 1908 Vught, 4 september 1944                                                           | Nr. 17 | 7 mei 1946        |
| Gerrit Jan van der Veen                                                                                       | beeldhouwer                                                                                                   | Amsterdam, 26 november 1902 Overveen, 10 juni 1944                                                            | Nr. 17 | 7 mei 1946        |
| David Verloop                                                                                                 | jurist RU Utrecht                                                                                             | Utrecht, 8 januari 1921 Brussel, 7 maart 1944                                                                 | Nr. 1  | 22 oktober 1946   |
| Mathilde Adrienne Eugénie Verspyck                                                                            | | Semarang, 16 juni 1908 Ravensbrück, 11 februari 1945                                                          | Nr. 1  | 22 oktober 1946   |
| Pierre Marie Robert Versteegh                                                                                 | officier Koninklijke Marechaussee                                                                             | Kedoengbanten, 6 juni 1888 Sachsenhausen, 3 mei 1942                                                          | Nr. 17 | 7 mei 1946        |
| Cornelis Vlot                                                                                                 | hoofdbestuurslid NJV                                                                                          | Koudekerke, 29 november 1906 Haarlem, 26 oktober 1944                                                         | Nr. 17 | 7 mei 1946        |
| Gabrielle Weidner                                                                                             | | Brussel, 17 augustus 1914 Frankfurt a/d Oder, 15 februari 1945                                                | Nr. 1  | 23 mei 1950       |
| Johan Hendrik Westerveld                                                                                      | bedrijfsleider                                                                                                | Haarlem, 21 augustus 1880 Sachsenhausen, 3 mei 1942                                                           | Nr. 17 | 7 mei 1946        |
| Herman Bernard Wiardi Beckman                                                                                 | hoofdredacteur dagbladen Arbeiderspers, SDAP-politicus                                                        | Nijmegen, 4 februari 1904 Dachau, 15 maart 1945                                                               | Nr. 17 | 7 mei 1946        |
| Johannes Wilhelmus Wildschut                                                                                  | ambtenaar | Den Bosch, 28 november 1913 Leonberg, 31 januari 1945                                                         | Nr. 14 | 16 december 1952  |
| Johan Reinier Ernest Wüthrich                                                                                 | directeur handelsbedrijf                                                                                      | Coevorden, 9 december 1903 Haarlem, 26 oktober 1944                                                           | Nr. 17 | 7 mei 1946        |
| Lammert Zwanenburg                                                                                            | landbouwer | Oudehorne [gem. Schoterland], 22 juni 1894 Westerbork, 19 oktober 1944                                        | Nr. 58 | 25 juli 1952      |
| | | |        |                   |
| De onbekende Joodse Soldaat die “in het Getto van Warschau zijn leven gaf voor de vrijheid van alle volkeren” | De onbekende Joodse Soldaat die “in het Getto van Warschau zijn leven gaf voor de vrijheid van alle volkeren” | De onbekende Joodse Soldaat die “in het Getto van Warschau zijn leven gaf voor de vrijheid van alle volkeren” | Nr. ?  | 17 oktober 1947   |

## Statistiek
Van de 94 aan personen verleende Verzetskruisen zijn er in totaal 74 verleend aan in de jaren 1944 of 1945 overleden verzetsstrijders. Aan in 1943, 1942, 1941 of 1940 overleden verzetsstrijders zijn respectievelijk 8, 7, 2 en 1 Verzetskruisen verleend. Jacobus Oranje is in 1946 overleden.
Men verleende het Verzetskruis 85 keer aan een Nederlander, 7 keer aan een Fransman, 2 keer aan een Belg, en één keer aan een monument.
De in het verzet tegen de nazi's in Nederland omgekomen Duitsers werden geen van allen met het Verzetskruis geëerd.